# Aurelian Bentoiu

Conacul din Făcăeni unde a locuit Aurelian Bentoiu

Aurelian Bentoiu (n. 29 iunie 1892, comuna Făcăeni, județul Ialomița; d. 27 iunie 1962, Jilava) a fost un celebru avocat și un om politic român, care a îndeplinit și funcții executive în Guvernul României.
A fost combatant în primul război mondial, rănit la Turtucaia. În cel de-al doilea război mondial a fost concentrat ca magistrat militar.
După instalarea guvernului comunist a fost întemnițat în două rânduri, prima dată timp de 8 ani, fără să fi fost condamnat. A doua întemnițare, după o scurtă perioadă de libertate, i-a adus și sfârșitul, după 5 ani, în penitenciarul Jilava. În 1996 a fost reabilitat din punct de vedere juridic, alături de alți fruntași liberali condamnați pe nedrept, în urma recursului în anulare introdus la Curtea Supremă de Justiție.

## Studii
A urmat cursurile Liceului "Gh. Lazăr" din București, apoi ale școlii de ofițeri de infanterie, iar mai târziu Facultățile de Drept și de Filosofie ale Universității din București.

## Activitate
A devenit membru al Baroului Ilfov în 1919.
Între  1933-1937 a fost Deputat de Ialomița din partea Partidului Național Liberal.
A fost radiat din Barou în 1948, în urma reformei comuniste a justiției, alături de alți maeștri ai avocaturii.
A fost subsecretar de stat la Ministerul de Justiție (1935-1936), Ministerul de Interne (1936),  subsecretar de stat la Ministerul de Justiție (29 august 1936 - 23 februarie 1937), (23 februarie - 14 noiembrie 1937), (17 noiembrie - 28 decembrie 1937), Ministrul justiției (24 - 30 noiembrie 1939), (30 noiembrie 1939 - 10 mai 1940), (11 mai - 3 iulie 1940), de fiecare dată în guverne conduse de primul ministru Gheorghe Tătărăscu.
În închisoare a compus numeroase poezii, transcrise pe hârtie după eliberarea din 1956, publicate postum în volumul Zări și zodii - poezii din închisoare, ed. Fundația Academia Civică, București, 2001.

## Familie
A avut doi copii: Pascal Bentoiu - compozitor și muzicolog, și Marta Cozmin - scriitoare.